# Kattama

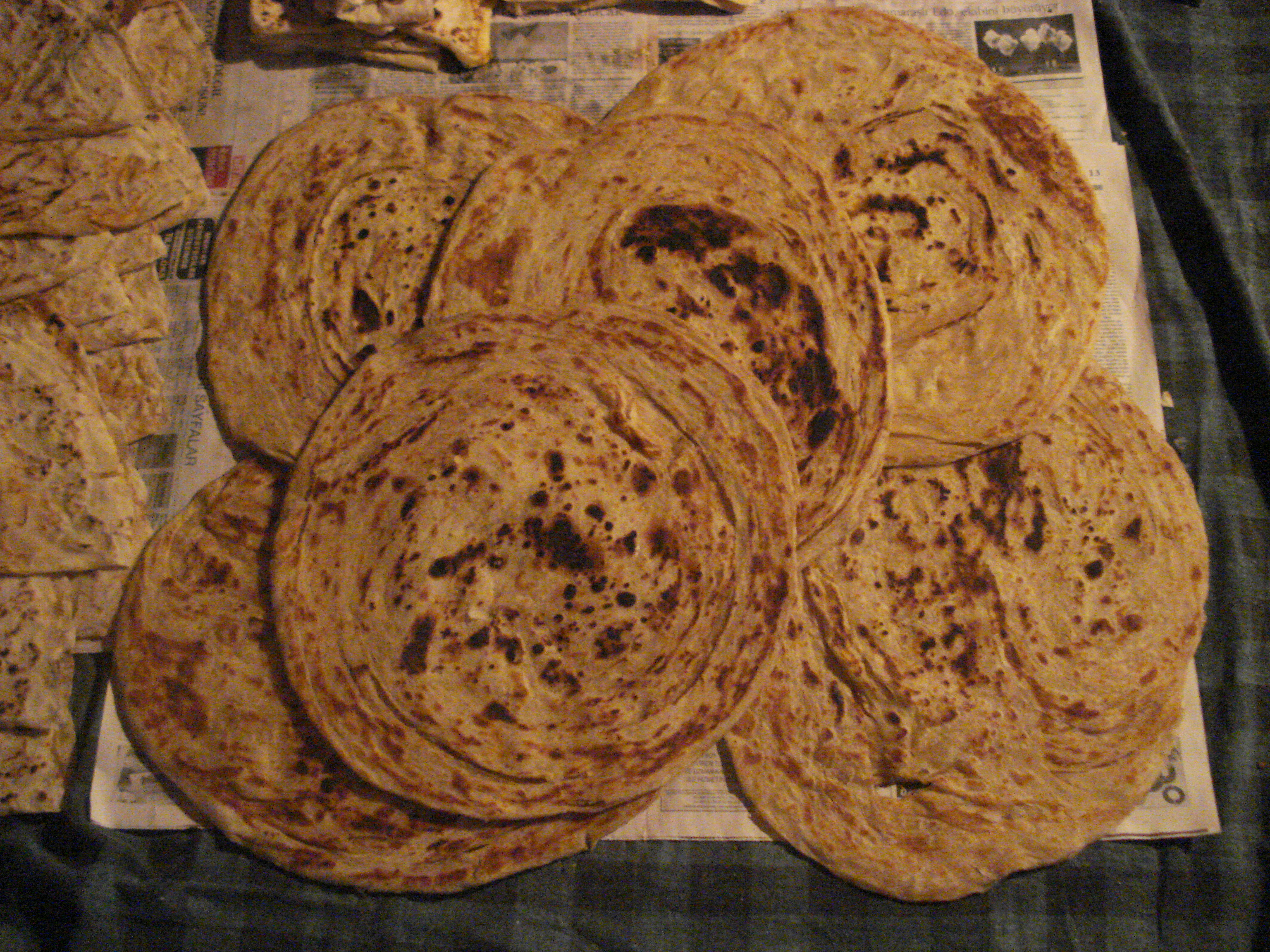
Pan Kattama.

Kattama (en kazajo: қаттама, en kirguís: каттама), (en turco: Katmer o Katlama),  o gambir (en mongol: гамбир) es un tipo de pan frito en capas propio de las gastronomías de Asia Central y Turquía.

## Versiones locales

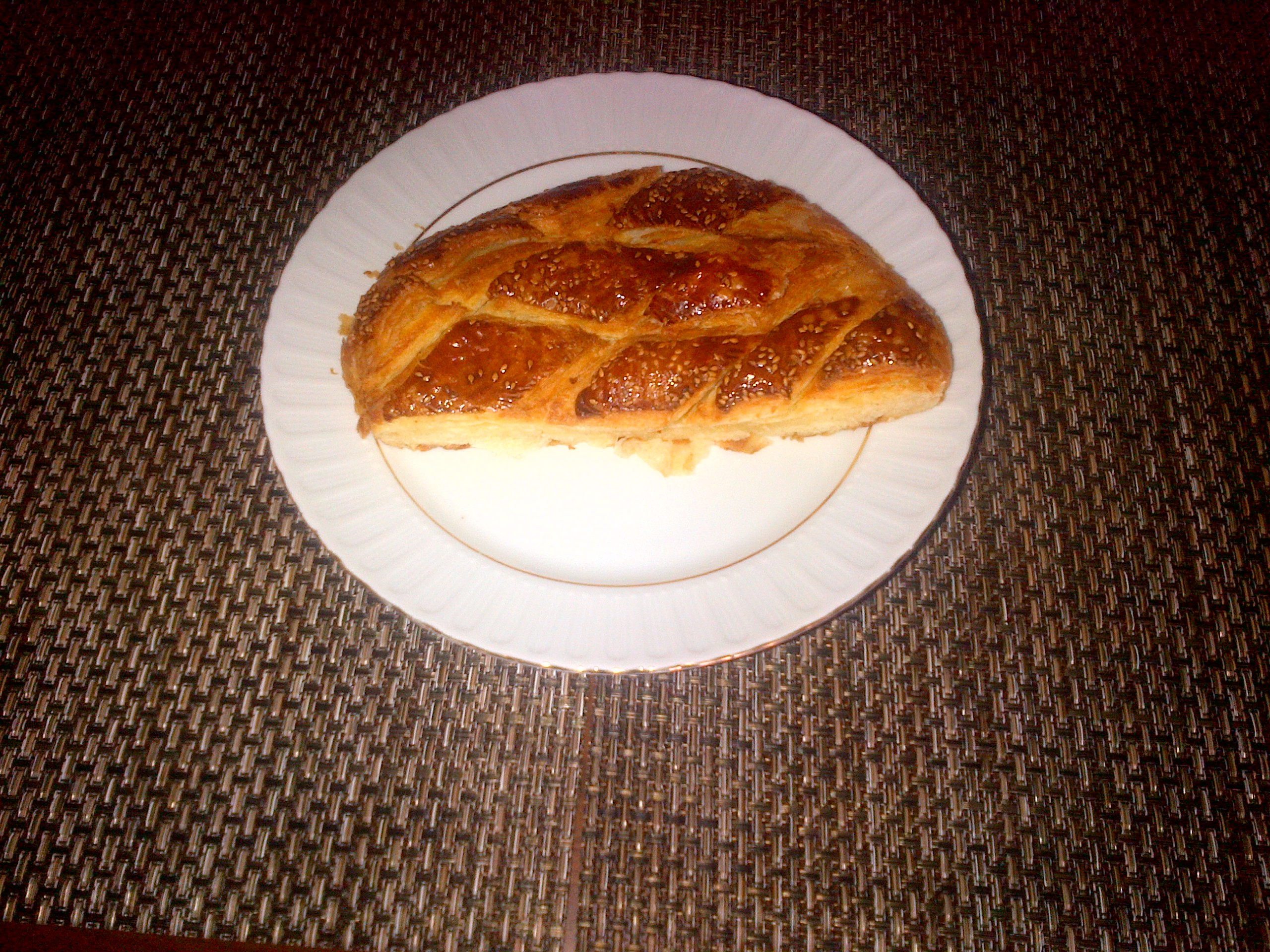
Medio "Katmer de Sivas" comprado en Ankara, Turquía.

En Turquía el katmer de Sivas es famoso por su sabor distintivo.
- Datos: Q3675466
- Multimedia: Katmer (bread) / Q3675466